# Downhill Racer
 Downhill Racer és una pel·lícula estatunidenca dirigida per Michael Ritchie, estrenada el 1969.

## Argument
Per reemplaçar el seu campió que s'acaba de trencar una cama, l'entrenador de l'equip estatunidenc d'esquí alpí, Eugène Clair, proposa Brian per formar l'equip olímpic d'esquí. Però un jove granger de Colorado sembla tenir un futur prometedor, David Chappellet. Clair li dona la seva oportunitat. Però en la seva primera carrera internacional, David es nega a prendre la sortida, i crea un conflicte en l'equip.

## Repartiment
- Robert Redford: David Chappellet
- Gene Hackman: Eugène Clair
- Camilla Sparv: Carole Stahl
- Thimoty Kirk: D. K. Brian
- Joe Jay Jalbert: Tommy Erb
- Tom Kirk: Stiles
- Dabney Coleman: Mayo
- Jim McMullan: John Creech
- Oren Stevens: Tony Kipsmith
- Jerry Dexter: Ron Engel
- Kathleen Crowley: periodista americana
- Rio McMamus Bruce Devore
- Karl Michael Vogler: Machet
- Walter Stroud: el pare de David
- Carole Carl: Lena
- Robin Hutton-Potts: Gabriel
- Heini Schuler: Meier
- Arnold Alpiger: Hinsch
- Eddie Waldburger: Hass
- Marco Walli
- Peter Rohr

## Premis
1971 	
- BAFTA al millor actor per Robert Redford